# Riou de Jabron
Der Riou de Jabron ist ein Fluss in Frankreich, der im Département Alpes-de-Haute-Provence in der Region Provence-Alpes-Côte d’Azur verläuft. Er entspringt in den Préalpes de Digne, an der Nordflanke des Gipfels Sabot Roche (1306 m), im Gemeindegebiet von Saint-Geniez, entwässert anfangs Richtung West schwenkt dann auf Süd bis Südwest und mündet nach rund 21 Kilometern an der Gemeindegrenze von Salignac und Volonne als linker Nebenfluss in die Durance.

## Orte am Fluss
(Reihenfolge in Fließrichtung)
- Saint-Geniez
- Entrepierres
- Salignac

## Sehenswürdigkeiten
Unterhalb von Saint-Geniez stürzt der Fluss durch eine sehenswerte Schlucht, genannt Défilé de Pierre Écrite. Der Name bezieht sich auf einen beschrifteten Stein galloromanischen Ursprungs aus dem 5. Jahrhundert – Monument historique